# Monocerotydy
Monocerotydy (MON) – rój meteorów aktywny od 27 listopada do 17 grudnia. Jego radiant znajduje się w gwiazdozbiorze Jednorożca. Maksimum roju przypada na 9 grudnia, jego aktywność jest niska, a obfitość wynosi 2 meteory/h. Prędkość w atmosferze meteorów z roju jest średnia i wynosi 42 km/s.
Rój ten powstał w wyniku rozpadu komety D/1917 F1 (Mellish) i został zaobserwowany po raz pierwszy w 1954 roku przez Freda Whipple'a.